# 鲤明水青年站
鯉明水青年站（韓語：리명수청년역）是朝鮮民主主義人民共和國两江道三池渊市的一個鐵路車站，属于三池渊线。

## 邻近车站
三池渊线
胞胎站 - 鯉明水青年站 - 三池渊青年站